# Romain Villa
Romain Villa (Charleville-Mézières, 27 april 1985) is een Frans voormalig wielrenner en veldrijder die anno 2011 uitkwam voor Club Olympique Dijon, een Franse amateurploeg. In het verleden reed hij twee en een half seizoen bij Cofidis.

## Overwinningen
2001
- Frans kampioen veldrijden, Nieuwelingen

2002
- Frans kampioen veldrijden, Junioren

2005
- Frans kampioen veldrijden, Beloften
- Cyclocross van Chalindrey
- Cyclocross van Laneuvelle

2007
- Frans kampioen veldrijden, Beloften
- 4e etappe Tour Alsace
- 3e WK veldrijden Hooglede-Gits

2010
- 1e etappe Circuit de Saône-et-Loire

## Resultaten in voornaamste wedstrijden
| Jaar | Gent-Wevelgem |
| ---- | ------------- |
| 2008 | 159e          |
| 2009 | 83e           |